# Hutton (efternamn)
Hutton är nmanet på en skotsk klan och därmed ett traditionellt skotskt efternamn. Det förekommer som geografiskt namn också i England, varför efternamnet också kan ha engelskt ursprung. 

## Personer
- Alan Hutton (född 1984), skotsk fotbollsspelare
- Barbara Hutton (1912–1979), amerikansk arvtagerska
- Ben Hutton (född 1993), kanadensisk ishockeyspelare
- Betty Hutton (1921–2007), amerikansk skådespelare, sångerska och komiker
- Bouse Hutton (1877–1962),kanadensisk ishockeymålvakt
- Brian G. Hutton (född 1935), amerikanak skådespelare och regissör
- Brian Hutton, baron Hutton (född 1931), nordirländsk domare och peer
- Carter Hutton (född 1985), kanadensisk ishockeymålvakt
- Charles Hutton (1737–1823), engelsk matematiker
- David Hutton (född 1985), skotsk fotbollsspelare
- David Hutton (född 1989), irländsk fotbollsspelare
- Edward Francis Hutton (1875–1962), amerikansk finansman
- Edward Hutton (militär) (1848–1923), kanadensisk och australisk befälhavare
- Edward Hutton (författare) (1875–1969), brittisk skribent
- James Hutton (1726–1797), brittisk geolog
- Jim Hutton (1934–1979), amerikansk skådespelare
- John Hutton (olika betydelser)
  - John Hutton (född 1955), brittisk politiker, labour
  - John Hutton (1659–1731)
  - John Hutton (1847–1921)
  - John Hutton (konstnär) (1906–1978)
  - John Hutton (författare) (född 1928)
  - John Hutton (kanadensisk politiker)
  - John Hutton Balfour (1808–1884), skotskbotaniker
  - John E. Hutton (1828–1893)
  - John Henry Hutton
- Lauren Hutton (född 1943), amerikansk fotomodell och skådespelare
- Louise Hutton (född 1957), brittisk-tyskarkitekt
- Matthew Hutton (1529–1606), ärkebishop av York
- Matthew Hutton (1693–1758), ärkebiskop av York och senare en kort tid av Canterbury
- Ralph Hutton (född 1948), kanadensisk simmare
- Richard Holt Hutton (1826-1897), engelsk skribent och teolog
- Richard Hutton (1560-1639), jurist och godsägare i Yorkshire
- Richard Hutton (1617–1645), parlamentsledamot för Knaresborough och godsägare
- Richard Hutton (skytt), brittisk olympisk sportskytt
- Timothy Hutton (född 1960), amerikansk skådespelare
- William Hutton (1797–1860), brittisk geolog